# Plesiosaurus
Plesiosaurus dolichodeirus, Plesiosaurus elasmosaurus, Plesiosaurus priscus
Genre
Espèce
Espèces de rang inférieur
- Plesiosaurus dolichodeirus Conybeare, 1824 (type)
- voir paragraphe #Espèces selon ''Paleobiology Database''

Plesiosaurus (grec: πλησιος/plesios, proche de + σαυρος/sauros, lézard) est un genre fossile de grand reptiles aquatiques du super-ordre des Sauropterygia. Le Plesiosaurus vivait au début du Jurassique et est connu pour les squelettes presque complets retrouvés dans le Lias d'Angleterre et d'Allemagne. Il se distingue par une petite tête, un cou long et mince, un corps ressemblant à celui des tortues, une queue courte et deux paires de grandes nageoires. Il prête son nom à l'ordre des Plesiosauria, dont il est l'un des premiers et typiques membres. Selon Paleobiology Database en 2025, ce genre a pour espèce type Plesiosaurus dolichodeirus, et a aussi vingt-et-une espèces référencées.

## Fossiles
Selon Paleobiology Database en 2025, ce genre Plesiosaurus a cinquate-trois collections référencées de fossiles. Ces collections de fossiles sont du Rhétien du Trias supérieur au Maastrichtien inférieur du Crétacé supérieur, c'est-à-dire date de 205,7-66 Ma avant notre ère .

## Historique
Le genre Plesiosaurus est décrit en 1821 par les paléontologues britanniques De la Beche (1796-1855) & Conybeare (1787-1857).
L'espèce Plesiosaurus dolichodeirus est décrite en 1824 par le paléontologue William Conybeare.

## Découverte

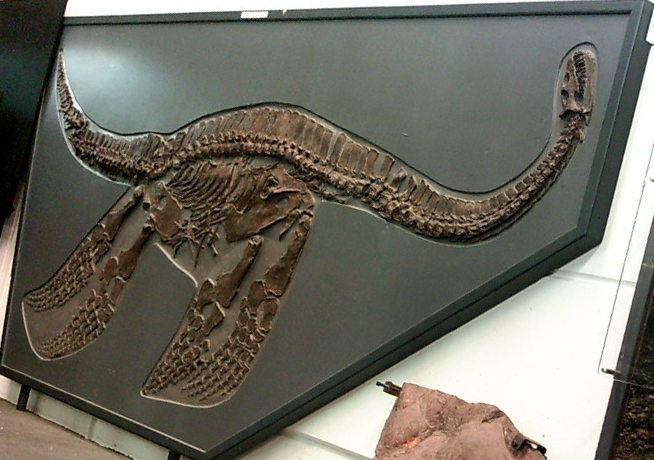
Le fossile d'un Plesiosaurus guilielmiiperatoris.

Plesiosaurus a été l'un des premiers « reptiles antédiluviens » découvert (par Mary Anning), et qui entraîna une vague d'intérêt dans l'Angleterre victorienne. Il a été nommé ("proche du lézard") par William Conybeare, pour indiquer qu'il était plus proche des reptiles normaux que l’Ichthyosaurus (ordre des Ichthyosauria), qui avait été trouvé dans la même strate quelques années auparavant.

## Description

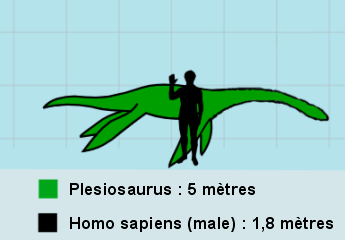
Plesiosaurus et un humain, à l'échelle.

Plesiosaurus est un membre typique de son ordre, il mesurait de 3 à 5 mètres de longueur totale. Son museau était court, mais sa bouche pouvait beaucoup s'ouvrir et sa mâchoire se composait d'une série de dents coniques, comme celles des gavials. Le cou était long et mince mais il semble qu'il ait été plutôt raide à cause de ses vertèbres qui finissaient en grossissant, ce qui indique qu'il ne pouvait pas plier son cou comme les cygnes actuels contrairement à ce que les vieilles représentations présentaient. Les autres vertèbres sont similaires et sont fermement liées et il n'y a pas de sacrum. Les côtes n'ont qu'une tête et au milieu du tronc, entre les appuis des membres, elles rencontrent un plastron dense de côtes abdominales. La queue était courte et droite.
Les ceintures pectorale et pelvienne qui soutenaient les membres sont très étendues, l'arc pectoral étant semblable aux os correspondants chez les tortues.
Les membres étaient des nageoires allongées, composées de cinq doigts complets, chacun ayant un grand nombre de phalanges. Quelques traces de peau ont été découvertes, elles suggèrent que la peau était lisse et non écailleuse.

## Environnement
Plesiosaurus se nourrissait de bélemnites, de poissons et d'autres proies. Il se propulsait avec ses nageoires, la queue étant trop petite pour être d'un quelconque usage. Son cou aurait pu être utilisé comme un gouvernail pendant une poursuite.
On ne savait jusqu'à récemment si Plesiosaurus était ovipare ou vivipare, mais la découverte d'un fœtus à l'intérieur d'un adulte de la même espèce, âgé de 78 millions d'années, nous prouve que ce taxon était vivipare. Il est possible de penser qu'il possédait donc un instinct maternel relativement développé afin de prendre soin de ce qui était probablement son unique petit.

## Espèces

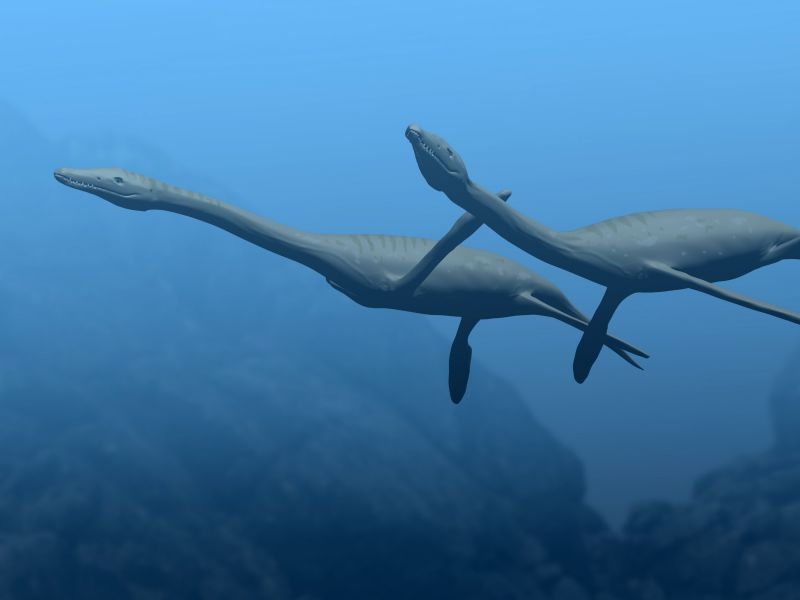
Reconstitution d'un couple de Plesiosaurus dolichodeirus dans leur environnement.

Pendant un certain temps, Plesiosaurus fut un taxon utilisé pour décrire des plésiosaures du Mésozoïque d'apparence similaire. Plus récemment, il y a eu plusieurs révisions de la taxonomie sauroptérygienne et beaucoup d'espèces qui y étaient incluses ont été déplacées vers d'autres genres et familles. Seules deux espèces sont reconnues sans ambiguïté[réf. nécessaire] :
- Plesiosaurus dolichodeirus est l'espèce type, connue par le Lias inférieur (Sinémurien) de Lyme Regis, qui fait 3 mètres de long. Les autres plésiosaures de la même formation mesurent entre cinq et six mètres.
- Plesiosaurus guilelmiimperatoris est connu pour un squelette presque complet datant du Lias supérieur (Toarcien) du Wurtemberg.

### Espèces selonPaleobiology Database
Selon Paleobiology Database en 2025, ce genre Plesiosaurus a vingt-trois espèces référencées ou plutôt vint-et-une espèces car deux espèces de Plesiosaurus sont nomen dubium ou nomen nudum :
- †Plesiosaurus bavaricus Dames, 1895 sans collection référencée de fossiles dans PaleoDB ;
- †Plesiosaurus bitractensis Sauvage, 1883 avec deux collections référencées de fossiles dans PaleoDB ;
- †Plesiosaurus carinatus Cuvier, 1824 avec cinq collections référencées de fossiles ;
- †Plesiosaurus cliduchus Seeley, 1865 avec une seule collection référencée de fossiles ;
- †Plesiosaurus coelospondylus Owen, 1865 avec une seule collection référencée de fossiles ;
- †Plesiosaurus costatus Owen, 1840 avec trois collections référencées de fossiles et un synonyme Rhomaleosaurus costatus ;
- †Plesiosaurus dolichodeirus Conybeare, 1824 avec quatre collections de fossiles et deux synonymes : Plesiosaurus homei Gray, 1831, Plesiosaurus macromus Owen, 1840
- †Plesiosaurus elasmosaurus Finzel, 1964 nomen nudum de Plesiosaurus  en 2017 par Sachs et al. ;
- †Plesiosaurus exarsostinus Hawkins, 1834 sans collection référencée de fossiles dans PaleoDB ;
- †Plesiosaurus grandis  Owen, 1840 avec une collection référencée de fossiles ;
- †Plesiosaurus hesternus Welles, 1953 avec une collection référencée de fossiles ;
- †Plesiosaurus houzeaui Dollo, 1909 sans collection référencée de fossiles dans PaleoDB ;
- †Plesiosaurus macrocephalus Owen, 1840 avec trois collections référencées de fossiles ;
- †Plesiosaurus macrodeirus Seeley, 1869 avec une collection référencée de fossiles ;
- †Plesiosaurus mexicanus Wieland, 1910 avec une collection référencée de fossiles ;
- †Plesiosaurus nitidus Phillips, 1871 avec une collection référencée de fossiles ;
- †Plesiosaurus platydeirus Owen, 1854 avec une collection référencée de fossiles ;
- †Plesiosaurus priscus Parkinson, 1822 nomen dubium de Plesiosaurus en 1997 par Storrs ;
- †Plesiosaurus rostratus  Owen, 1865 avec deux collections référencées de fossiles : l'espèce a été renommée en 1964 sous le genre Archaeonectrus ;
- †Plesiosaurus subconcavus Duff, 1842 avec une collection référencée de fossiles ;
- †Plesiosaurus subtrigonus Owen, 1840 avec deux collections référencées de fossiles ;
- †Plesiosaurus tessarestarsostinus Hawkins, 1834 sans collection référencée de fossiles dans PaleoDB ;
- †Plesiosaurus trigonus Cuvier, 1824 avec une collection référencée de fossiles ;

## Classification
En complément, on peut aussi consulter l'image de 2013, concernant la phylogénie complète des plésiosaures :
| Phylogénie complète 2013 des plésiosaures. |

|  | Plesiosaurus |
|  |              |

|  | \| \| Hydrorion \| \| \| \| |
|  |                             |
|  | Thaumatosaurus              |
|  |                             |
|  | Lusonectes                  |
|  |                             |
|  | Hydrorion                   |
|  |                             |

|  | Hydrorion |
|  |           |

|  | Plesiosaurus |
|  |              |

|  | \| \| Hydrorion \| \| \| \| |
|  |                             |
|  | Thaumatosaurus              |
|  |                             |
|  | Lusonectes                  |
|  |                             |
|  | Hydrorion                   |
|  |                             |

|  | Hydrorion |
|  |           |

|  | Cryptoclididae                                                   |
|  |                                                                  |
|  | \| \| Leptocleididae \| \| \| \| \| \| Polycotylidae \| \| \| \| |
|  |                                                                  |
|  | Leptocleididae                                                   |
|  |                                                                  |
|  | Polycotylidae                                                    |
|  |                                                                  |

|  | Leptocleididae |
|  |                |
|  | Polycotylidae  |
|  |                |

|  | Cryptoclididae                                                   |
|  |                                                                  |
|  | \| \| Leptocleididae \| \| \| \| \| \| Polycotylidae \| \| \| \| |
|  |                                                                  |
|  | Leptocleididae                                                   |
|  |                                                                  |
|  | Polycotylidae                                                    |
|  |                                                                  |

|  | Leptocleididae |
|  |                |
|  | Polycotylidae  |
|  |                |

|  | Plesiosaurus |
|  |              |

|  | \| \| Hydrorion \| \| \| \| |
|  |                             |
|  | Thaumatosaurus              |
|  |                             |
|  | Lusonectes                  |
|  |                             |
|  | Hydrorion                   |
|  |                             |

|  | Hydrorion |
|  |           |

|  | Plesiosaurus |
|  |              |

|  | \| \| Hydrorion \| \| \| \| |
|  |                             |
|  | Thaumatosaurus              |
|  |                             |
|  | Lusonectes                  |
|  |                             |
|  | Hydrorion                   |
|  |                             |

|  | Hydrorion |
|  |           |

|  | Cryptoclididae                                                   |
|  |                                                                  |
|  | \| \| Leptocleididae \| \| \| \| \| \| Polycotylidae \| \| \| \| |
|  |                                                                  |
|  | Leptocleididae                                                   |
|  |                                                                  |
|  | Polycotylidae                                                    |
|  |                                                                  |

|  | Leptocleididae |
|  |                |
|  | Polycotylidae  |
|  |                |

|  | Cryptoclididae                                                   |
|  |                                                                  |
|  | \| \| Leptocleididae \| \| \| \| \| \| Polycotylidae \| \| \| \| |
|  |                                                                  |
|  | Leptocleididae                                                   |
|  |                                                                  |
|  | Polycotylidae                                                    |
|  |                                                                  |

|  | Leptocleididae |
|  |                |
|  | Polycotylidae  |
|  |                |

|  | Plesiosaurus |
|  |              |

|  | \| \| Hydrorion \| \| \| \| |
|  |                             |
|  | Thaumatosaurus              |
|  |                             |
|  | Lusonectes                  |
|  |                             |
|  | Hydrorion                   |
|  |                             |

|  | Hydrorion |
|  |           |

|  | Plesiosaurus |
|  |              |

|  | \| \| Hydrorion \| \| \| \| |
|  |                             |
|  | Thaumatosaurus              |
|  |                             |
|  | Lusonectes                  |
|  |                             |
|  | Hydrorion                   |
|  |                             |

|  | Hydrorion |
|  |           |

|  | Cryptoclididae                                                   |
|  |                                                                  |
|  | \| \| Leptocleididae \| \| \| \| \| \| Polycotylidae \| \| \| \| |
|  |                                                                  |
|  | Leptocleididae                                                   |
|  |                                                                  |
|  | Polycotylidae                                                    |
|  |                                                                  |

|  | Leptocleididae |
|  |                |
|  | Polycotylidae  |
|  |                |

|  | Cryptoclididae                                                   |
|  |                                                                  |
|  | \| \| Leptocleididae \| \| \| \| \| \| Polycotylidae \| \| \| \| |
|  |                                                                  |
|  | Leptocleididae                                                   |
|  |                                                                  |
|  | Polycotylidae                                                    |
|  |                                                                  |

|  | Leptocleididae |
|  |                |
|  | Polycotylidae  |
|  |                |

|  | Plesiosaurus |
|  |              |

|  | \| \| Hydrorion \| \| \| \| |
|  |                             |
|  | Thaumatosaurus              |
|  |                             |
|  | Lusonectes                  |
|  |                             |
|  | Hydrorion                   |
|  |                             |

|  | Hydrorion |
|  |           |

|  | Plesiosaurus |
|  |              |

|  | \| \| Hydrorion \| \| \| \| |
|  |                             |
|  | Thaumatosaurus              |
|  |                             |
|  | Lusonectes                  |
|  |                             |
|  | Hydrorion                   |
|  |                             |

|  | Hydrorion |
|  |           |

|  | Cryptoclididae                                                   |
|  |                                                                  |
|  | \| \| Leptocleididae \| \| \| \| \| \| Polycotylidae \| \| \| \| |
|  |                                                                  |
|  | Leptocleididae                                                   |
|  |                                                                  |
|  | Polycotylidae                                                    |
|  |                                                                  |

|  | Leptocleididae |
|  |                |
|  | Polycotylidae  |
|  |                |

|  | Cryptoclididae                                                   |
|  |                                                                  |
|  | \| \| Leptocleididae \| \| \| \| \| \| Polycotylidae \| \| \| \| |
|  |                                                                  |
|  | Leptocleididae                                                   |
|  |                                                                  |
|  | Polycotylidae                                                    |
|  |                                                                  |

|  | Leptocleididae |
|  |                |
|  | Polycotylidae  |
|  |                |

|  | Plesiosaurus |
|  |              |

|  | \| \| Hydrorion \| \| \| \| |
|  |                             |
|  | Thaumatosaurus              |
|  |                             |
|  | Lusonectes                  |
|  |                             |
|  | Hydrorion                   |
|  |                             |

|  | Hydrorion |
|  |           |

|  | Plesiosaurus |
|  |              |

|  | \| \| Hydrorion \| \| \| \| |
|  |                             |
|  | Thaumatosaurus              |
|  |                             |
|  | Lusonectes                  |
|  |                             |
|  | Hydrorion                   |
|  |                             |

|  | Hydrorion |
|  |           |

|  | Cryptoclididae                                                   |
|  |                                                                  |
|  | \| \| Leptocleididae \| \| \| \| \| \| Polycotylidae \| \| \| \| |
|  |                                                                  |
|  | Leptocleididae                                                   |
|  |                                                                  |
|  | Polycotylidae                                                    |
|  |                                                                  |

|  | Leptocleididae |
|  |                |
|  | Polycotylidae  |
|  |                |

|  | Cryptoclididae                                                   |
|  |                                                                  |
|  | \| \| Leptocleididae \| \| \| \| \| \| Polycotylidae \| \| \| \| |
|  |                                                                  |
|  | Leptocleididae                                                   |
|  |                                                                  |
|  | Polycotylidae                                                    |
|  |                                                                  |

|  | Leptocleididae |
|  |                |
|  | Polycotylidae  |
|  |                |

|  | Plesiosaurus |
|  |              |

|  | \| \| Hydrorion \| \| \| \| |
|  |                             |
|  | Thaumatosaurus              |
|  |                             |
|  | Lusonectes                  |
|  |                             |
|  | Hydrorion                   |
|  |                             |

|  | Hydrorion |
|  |           |

|  | Plesiosaurus |
|  |              |

|  | \| \| Hydrorion \| \| \| \| |
|  |                             |
|  | Thaumatosaurus              |
|  |                             |
|  | Lusonectes                  |
|  |                             |
|  | Hydrorion                   |
|  |                             |

|  | Hydrorion |
|  |           |

|  | Cryptoclididae                                                   |
|  |                                                                  |
|  | \| \| Leptocleididae \| \| \| \| \| \| Polycotylidae \| \| \| \| |
|  |                                                                  |
|  | Leptocleididae                                                   |
|  |                                                                  |
|  | Polycotylidae                                                    |
|  |                                                                  |

|  | Leptocleididae |
|  |                |
|  | Polycotylidae  |
|  |                |

|  | Cryptoclididae                                                   |
|  |                                                                  |
|  | \| \| Leptocleididae \| \| \| \| \| \| Polycotylidae \| \| \| \| |
|  |                                                                  |
|  | Leptocleididae                                                   |
|  |                                                                  |
|  | Polycotylidae                                                    |
|  |                                                                  |

|  | Leptocleididae |
|  |                |
|  | Polycotylidae  |
|  |                |

|  | Plesiosaurus |
|  |              |

|  | \| \| Hydrorion \| \| \| \| |
|  |                             |
|  | Thaumatosaurus              |
|  |                             |
|  | Lusonectes                  |
|  |                             |
|  | Hydrorion                   |
|  |                             |

|  | Hydrorion |
|  |           |

|  | Plesiosaurus |
|  |              |

|  | \| \| Hydrorion \| \| \| \| |
|  |                             |
|  | Thaumatosaurus              |
|  |                             |
|  | Lusonectes                  |
|  |                             |
|  | Hydrorion                   |
|  |                             |

|  | Hydrorion |
|  |           |

|  | Cryptoclididae                                                   |
|  |                                                                  |
|  | \| \| Leptocleididae \| \| \| \| \| \| Polycotylidae \| \| \| \| |
|  |                                                                  |
|  | Leptocleididae                                                   |
|  |                                                                  |
|  | Polycotylidae                                                    |
|  |                                                                  |

|  | Leptocleididae |
|  |                |
|  | Polycotylidae  |
|  |                |

|  | Cryptoclididae                                                   |
|  |                                                                  |
|  | \| \| Leptocleididae \| \| \| \| \| \| Polycotylidae \| \| \| \| |
|  |                                                                  |
|  | Leptocleididae                                                   |
|  |                                                                  |
|  | Polycotylidae                                                    |
|  |                                                                  |

|  | Leptocleididae |
|  |                |
|  | Polycotylidae  |
|  |                |

|  | Plesiosaurus |
|  |              |

|  | \| \| Hydrorion \| \| \| \| |
|  |                             |
|  | Thaumatosaurus              |
|  |                             |
|  | Lusonectes                  |
|  |                             |
|  | Hydrorion                   |
|  |                             |

|  | Hydrorion |
|  |           |

|  | Plesiosaurus |
|  |              |

|  | \| \| Hydrorion \| \| \| \| |
|  |                             |
|  | Thaumatosaurus              |
|  |                             |
|  | Lusonectes                  |
|  |                             |
|  | Hydrorion                   |
|  |                             |

|  | Hydrorion |
|  |           |

|  | Cryptoclididae                                                   |
|  |                                                                  |
|  | \| \| Leptocleididae \| \| \| \| \| \| Polycotylidae \| \| \| \| |
|  |                                                                  |
|  | Leptocleididae                                                   |
|  |                                                                  |
|  | Polycotylidae                                                    |
|  |                                                                  |

|  | Leptocleididae |
|  |                |
|  | Polycotylidae  |
|  |                |

|  | Cryptoclididae                                                   |
|  |                                                                  |
|  | \| \| Leptocleididae \| \| \| \| \| \| Polycotylidae \| \| \| \| |
|  |                                                                  |
|  | Leptocleididae                                                   |
|  |                                                                  |
|  | Polycotylidae                                                    |
|  |                                                                  |

|  | Leptocleididae |
|  |                |
|  | Polycotylidae  |
|  |                |

## Culture populaire

### Philatélie

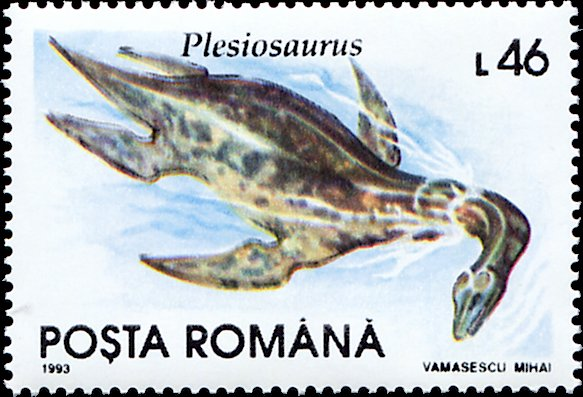
Timbre roumain de 1993 avec un Plesiosaurus.

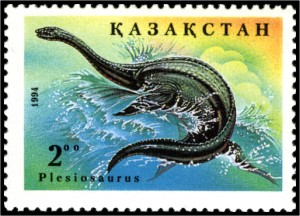
Timbre kazakh de 1993 avec un Plesiosaurus.

La Roumanie a sorti en 1993 un timbre de Plesiosaurus 
Le Kazakhstan a sorti en 1994 un timbre de Plesiosaurus.

### Cinéma
- Un plésiosaure est un élément important du film japonais Real sorti en 2013.
- Le film de 1975 Le 6e continent (The Land That Time Forgot) présente un Plesiosaurus attaquant l'équipage d'un U-boot.

### Littérature
- Un Plesiosaurus est l'une des créatures principales du roman de Harry Adam Knight paru en 1984 Carnosaur.
- Plesiosaurus est l'une des créatures préhistoriques citées dans le roman de Jules Verne Voyage au centre de la Terre, dans lequel il se bat avec un Ichthyosaurus.
- Chanca ou Tchanca, la créature qui vivrait dans le bassin d'Arcachon  serait un Plesiosaurus. Le nom vient du gascon et signifie "monté(e) sur des échasses" pour évoquer sa taille immense. (cf chanca, « échasse »). Cette créature serait en fait bénéfique au bassin et ne serait donc pas vue comme un "monstre" dans le roman "L'extraordinaire créature du bassin d'Arcachon"[7].

### Jeux vidéo
- Plesiosaurus est l'un des ennemis dans le jeu vidéo Dino Crisis 2 de Capcom.
- Un lac rempli de Plesiosaurus est présent dans la partie 6 du jeu vidéo Turok Evolution. Ils ont été représentés comme très hostiles et ils attaquent le joueur sur terre grâce à leur cou.
- Les Plesiosaurus son présent dans le jeu de survie ARK survival evolved, néanmoins le nom scientifique qui leur est donné est Elasmosaurus.

### Publications originales
- [1821] (en) Henry De la Beche et William Conybeare, « Notice of the discovery of a new Fossil Animal, forming a link between the Ichthyosaurus and the Crocodile, together with general remarks on the Osteology of the Ichthyosaurus », Transactions of the Geological Society of London, series 1, vol. 5,‎ 1821, p. 559-594.

- [1824] (en) William Conybeare, « On the discovery of an almost perfect skeleton of the Plesiosaurus », Transactions of the Geological Society of London, series 2, vol. 1,‎ 1824, p. 381-389.